# Torre di Visione
La Torre di Visione o Castel Visione è un castello medievale ormai in rovina che si trova nel Comune di Ton, in provincia di Trento.

## Storia

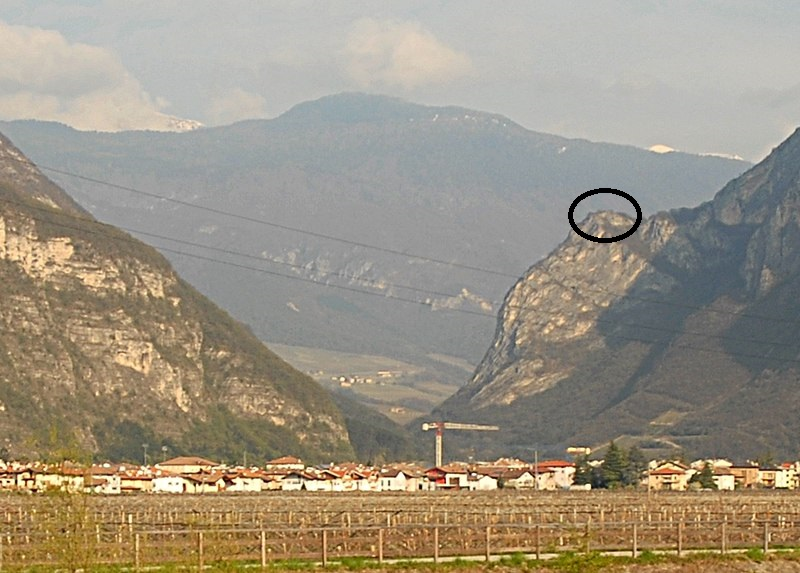
Il luogo dove si trova la Torre di Visione, cerchiato, sopra alla Rocchetta; sullo sfondo Mezzolombardo

Menzionata per la prima volta nel 1199 in un'infeudazione del principe vescovo Corrado di Beseno ad Alfredino, Manfredino di Ton e Luto di Marostica, nella quale venne concesso il permesso per l'edificazione di un castello sul dosso nei pressi di Masi di Vigo.
Si trattò probabilmente del primo castello della famiglia Thun, che a partire dal 1268 scelse come residenza il "Castrum Belvesini", conosciuto oggi come Castel Thun, la cui fondazione dovrebbe essere legata a Enrico di Visione. La sua posizione era strategica, poiché la Torre fungeva da punto di controllo, da qui l'origine del nome, sul ponte della Rocchetta, che permetteva l'accesso alla Val di Non.
Nel corso del XIV secolo il castello cominciò a perdere rilevanza, poiché nel 1333 Volcmaro di Burgstall, capostipite della famiglia Spaur, costruì una fortezza, la Rocchetta, ancora più vicina al ponte che permetteva l'accesso alla Val di Non.

## Descrizione
Del castello rimangono solo pochi resti, alcuni dei quali sepolti sotto le macerie. Le mura superstiti si trovano nel punto più alto della collina e sono lunghe 7,6 m, hanno un'altezza massima di 2,6 m e hanno uno spessore compreso tra 0,9 e 1 m. 
Dalle fonti si hanno solo poche informazioni sulla costruzione. Castel Visione doveva avere un ambiente riscaldato, una cisterna e una porta castellana. La prima rappresentazione pittorica risale al XVI secolo ed è opera di Pietro Andrea Mattioli, che lo mostra composto da più edifici. Nel Codice Brandis, realizzato all'inizio del XVII secolo, il mastio è rappresentato già in rovina. Oltre alla torre si possono vedere altri edifici, forse circondati da una cinta muraria.